# Stanislav Nasadil
Svatý Stanislav Nasadil (20. října 1907, Loštice – 28. června 1941, Koncentrační tábor Jadovno) byl český pravoslavný kněz Srbské pravoslavné církve, mučedník a oběť druhé světové války.

## Život
Narodil se 20. října 1907 v Lošticích jako syn rukavičkáře a hajného Františka Nasadila a jeho manželky Františky roz. Bauerové. Měl čtyři bratry. Nejprve navštěvoval národní školu a poté měšťanskou. V letech 1921 a 1922 se rodina vzdala římskokatolického vyznání a roku 1924 se připojily k nově vznikající autonomní pravoslavné církvi pod vedením biskupa sv. Gorazda.
Jako mladík se rozhodl pro duchovní povolání. Spolu se 14 studenty byl roku 1923 poslán do semináře Srbské pravoslavné církve. Nejprve studoval v semináři sv. Jana Bohoslovce v makedonské Bitole a roku 1928 ukončil studium bohosloveckou maturitní zkouškou v semináři sv. Sávy v Sremski Karlovci. Poté se vrátil zpět domů a začal pracovat ve službách církve a také jako překladatel v Baťových obuvnických závodech ve Zlíně.
Dne 6. července 1931 se oženil s Leopoldinou roz. Pestlovou (Desanka) a stejného roku se jim narodil syn Dalibor zvaný Stanko.
Někdy v období 1932 a 1933 odešel do Jugoslávského království. Dne 11. března 1933 byl biskupem bačským Irinejem vysvěcen na diakona a o den později na jereje. Po vysvěcení začal působit jako pomocný kněz ve farnosti v Stara Moravica patřící do hornokarlovačské eparchie. Poté se stal farním knězem v chorvatské Lička Jesenica a to v chrámu sv. proroka Eliáše. Roku 1935 odjedla za Stanislavem i jeho rodina. Za krátkou dobu se jím narodil syn Branko. Jako kněz si získal velkou oblibu a byl také i hudebně nadaný, zabýval se hrou na housle.
V dubnu roku 1941 bylo chorvatské a bosenské území obsazeno fašisty a vznikl zde Nezávislý stát Chorvatsko, který byl loutkovou zemí Třetí říše. Tento ustašovský stát likvidoval národnostní menšiny a náboženské menšiny (pravoslavní, Romové, Židé). Dne 23. května 1941 vtrhli ustašovci do rezidence hornokarlovačského eparchiálního biskupa Sávy v obci Plaški. Biskup a přítomní duchovní, mezi nimiž byl i otec Stanislav byli označeni jako nežádoucí osoby a byli vyzváni k odchodu ze země pod výhrůžkou smrti. Přítomní se rozhodli zůstat se svými věřícími.
Dne 17. června 1941 byl biskup Sáva, otec Stanislav a další duchovní a laici zatčeni. Otec Stanislav se odmítl hájit československým občanstvím a rozloučil se svou rodinou. Na železniční stanici se mu podařilo napsat na kousek papíru název tábora Gospić a vyhodil jej z vlaku. Tím se rodina dozvěděla kam jej převážejí. Později byl přesunut s biskupem Sávou a jinými do koncentračního tábora Jadovno. Zde byli vězni mučeni a nakonec zabiti. Stanislav Nasadil byl po krutém mučení zabit 28. června 1941 vhozením do Šaranové jámy, nacházející se asi jeden km od tábora.
Jeho manželka se pokusila opustit zemi, což se jí nepodařilo a byla uvězněna v Záhřebu. Zde jí pomohla německá přítelkyně a odjela s ní do města Ogulin.
Roku 1961 svatořečila otce Stanislava, biskupa Sávo a ostatní Srbská pravoslavná církev a 9. června 2019 byl otec Stanislav svatořečen také Pravoslavnou církví v českých zemích a na Slovensku. Slavností bohoslužba probíhala v Katedrálnom chráme Zosnutia Presv. Bohorodičky, sv. Jana Milostivého a sv. Rozálie z Palerma.